# Maryam d’Abo
Maryam d’Abo (ur. 27 grudnia 1960 w Londynie) – brytyjska aktorka pochodzenia gruzińsko-holenderskiego. Jej pierwszym znaczącym występem była rola Kary Milovy, dziewczyny Bonda w filmie W obliczu śmierci (1987). Kuzynka piosenkarza Mike’a d’Abo i aktorki Olivii d’Abo.

## Filmografia

### Filmy
- 1983: Xtro jako Analise Mercier
- 1984: Do września jako Nathalie
- 1985: Białe noce jako francuska przyjaciółka
- 1986: Ucieczka jeńców (TV) jako Claudie DeBrille
- 1987: W obliczu śmierci jako Kara Milovy
- 1992: Współczesny gladiator jako Cheryl Walker
- 1994: Wersja Browninga jako Diana
- 2001: As wywiadu (The Point Men) jako Francie Koln
- 2004: San Antonio jako Margaux
- 2005: Piekło jako Julie
- 2006: Książę i ja 2: Królewskie wesele jako królowa Rosalinda
- 2009: Dorian Gray jako Gladys

### Seriale TV
- 1988: Nieziemski przybysz jako Ta’Ra
- 1992: Napisała: Morderstwo jako Barbara Calloway
- 1992: Pamiętnik Czerwonego Pantofelka jako Zoe
- 1998: Mowgli jako Elaine Bendel
- 2002: Doktor Żywago jako Amalia Guishar
- 2003: Helena Trojańska jako królowa Hekabe